# 上野栄三郎

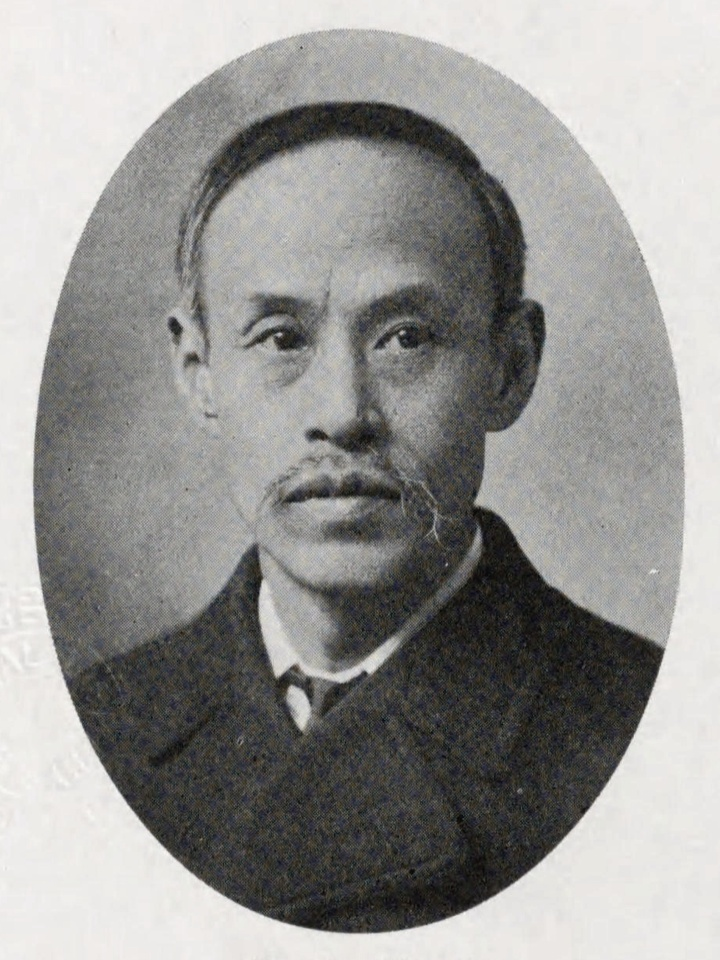
上野栄三郎

上野 栄三郎（うえの えいざぶろう、1857年11月15日〈安政4年9月29日〉- 1924年〈大正13年〉12月3日）は、明治、大正期の日本の実業家である。

## 経歴
京都で鼈甲を商う上野重助の三男として生まれる。
1875年（明治8年）同志社英学校の開校とともに入学、新島襄に英語や数学を学ぶ。1878年（明治11年）津田仙に招かれ仙の経営する学農社農学校で数学を、銀座簿記夜学校で簿記法を教える。
1879年（明治12年）シドニー万国博覧会に出席したのを皮切りに、貿易に従事。1887年（明治19年）には浜岡光哲、中村栄助と共に関西貿易会社を設立し、ニューヨーク支店支配人として日米間の貿易に携わる。1899年（明治31年）以降は多くの会社の設立や再生の仕事を手がけ、1914年（大正3年）には経営危機にあった大丸の最高顧問に就任し再生に尽くした。また晩年は村井吉兵衛の事業を補佐した。
津田仙の長女 琴子と結婚する。
更に教育面では義妹の津田梅子が設立した女子英学塾の運営を援助し、母校同志社に対しても理事として資産管理面で海老名弾正総長を補佐した。